# Подавач
Подавач (пол. Podawacz) — село в Польщі, у гміні Броншевиці Серадзького повіту Лодзинського воєводства.
У 1975-1998 роках село належало до Серадзького воєводства.